# Matilde Aragón
Matilde Aragón fue una cupletista española.
Es poco lo que se conoce de esta cupletista aragonesa. Las primeras noticias son de su éxito en el Teatro de Variedades Madrid-Cinema, el 22 de julio de 1920. Posteriormente sería una de las principales estrellas del importante teatro Edén Concierto, en la calle Conde Asalto en Barcelona, uno de los más importantes del género.
Su éxito no se basaba tanto en su voz, que no era especialmente dotada, como en el baile, aunque sobre todo se basaba en su belleza. Llegó a grabar varios discos en los años 1920.